# Ангиопоэтин
Ангиопоэтины — белковые факторы роста, стимулирующие ангиогенез (формирование кровеносных сосудов из существовавших ранее). В настоящее время подтверждено существование 4 типов ангиопоэтинов — Ang1, Ang2, Ang3 и Ang4. Также существует несколько белков, сходных с ангиопоэтинами — ANGPTL2, ANGPTL3, ANGPTL4, ANGPTL5, ANGPTL6 и ANGPTL7. Ang1 и Ang2 необходимы для формирования зрелых кровеносных сосудов, что доказывается опытами над мышами, в которых использовалась техника нокаута гена.

## Рецепторы ангиопоэтинов
TIE-рецепторы являются тирозинкиназами, называемыми так из-за того, что они опосредуют клеточные сигналы путём индукции фосфорилирования ключевых тирозинов, что инициирует связывание и активацию внутриклеточных ферментов, задействованных в дальнейшей передаче сигнала. Этот процесс называется передачей сигнала в клетке и является методом активации или ингибирования важнейших клеточных функций. В какой-то мере спорным является вопрос, какой из этих TIE-рецепторов опосредует функциональные сигналы в ответ на стимуляцию ангиопоэтином — однако очевидно, что, по крайней мере, TIE-2 поддается физиологической активации в результате связывания ангиопоэтинов. Ангиопоэтин — биологически активное вещество, вырабатываемое в организме (иными словами, лиганд) из семейства лигандов TIE — тиразинкиназных белковых рецепторов.
Существует сигнальная система, функцией которой является регулирование взаимодействия между эндотелием и окружающими его клетками — экспрессируемый клетками эндотелия тирозинкиназный рецептор TIE-2 (Tek) и его лиганды ангиопоэтины (Ang). Эта система необходима во время развития сосудистой системы в период эмбриогенеза. Например, лабораторные мыши с нерабочим TIE-2 погибают между 9 и 10 днями эмбрионального развития, так как первичное капиллярное сплетение не преобразуется в более сложно разветвленную сеть. Ангиопоэтин Ang1 в развивающемся организме синтезируется клетками мезенхимы, в том числе перицитами, и гладкомышечными клетками.

## Клиническое применение
У пациентов, страдающих ангиосаркомой, содержание ангиопоэтина-2 повышено.
Замечено, что вакцинация против клеток, положительно реагирующих на TIE-2, уменьшает образование атеромы (атеросклеротической бляшки) у подопытных животных.
Наблюдаются изменения в уровнях циркуляции и проценте содержания ангиопоэтина во время беременности, но не во время менструального цикла и КОГ (контролируемой овариальной гиперстимуляции).
Исследователи утверждают, что белок ангиопоэтин-1 способен препятствовать повреждению клеток ультрафиолетовой радиацией и снижать риск развития рака кожи.